# Champagne-en-Valromey
Champagne-en-Valromey è un comune francese di 788 abitanti situato nel dipartimento dell'Ain della regione dell'Alvernia-Rodano-Alpi. Capoluogo dell'omonimo cantone, è bagnato dal fiume Séran.

## Società

### Evoluzione demografica
Abitanti censiti